# 司怪增四
獵戶座64，又名BD+19 1186，HD 41040、SAO 95166、HR 2130，是獵戶座的一颗恒星，视星等为5.14，位于銀經190.03，銀緯-1.18，其B1900.0坐标为赤經5h 57m 32.1s，赤緯+19° -1.18′ 32″。